# Шолудивник Едера
{{#ifeq:0|0|{{#if:|{{#if:Pedicularisoederi|[[]}}|}}}}
Шолуди́вник Едера (Pedicularis oederi) — багаторічна рослина родини вовчкових, названа на честь німецько-данського ботаніка Георга Христіана Едера. Вид занесений до Червоної книги України у статусі «Зникаючий». Лікарська та декоративна рослина.

## Опис

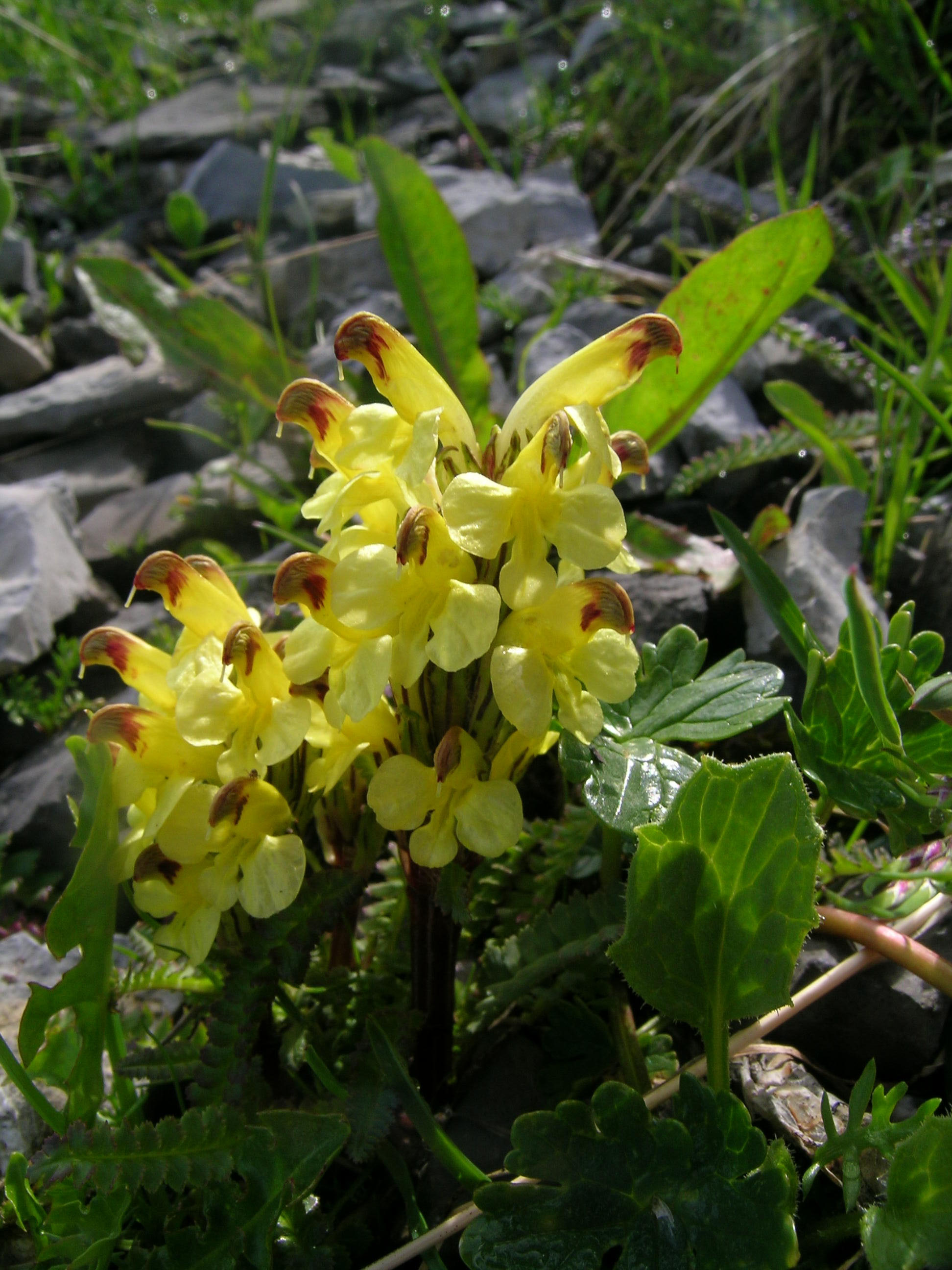
Яскравіший варіант забарвлення квіток

Трав'яниста рослина 5-20 см заввишки, гемікриптофіт, напівпаразит. Кореневище коротке, корені товсті і м'ясисті. Листки зібрані в прикореневу розетку, вони голі, чергові, глибокопірчасто-розсічені з яйцеподібними частками. Суцвіття — пряма, колосоподібна китиця заввишки 3-8 см. Нижня частина генеративного пагона гола, верхня — розсіяно волосиста. Приквітки зубчасті, коротші від квіток, квітконіжки короткі. Чашечка дзвоникувата, розсіяно волосиста. Віночок завдовжки 12-20 мм, двогубий, блідо-жовтий, кінчик верхньої губи малиновий. Нижня губа трилопатева, такої ж довжини, як і верхня. Тичинок 4. Плід — вузькояйцеподібна коробочка, що містить 4-10 коричневих насінин.

## Екологія та поширення
Рослина світло- та вологолюбна, холодостійка, віддає перевагу щебенистим ґрунтам. В горах зростає на висотах від 1700 до 1950 м над рівнем моря. Типовими біотопами для шолудивника Едера є тундри, вологі луки, болота, щілини між камінням по берегах гірських струмків.
Квітне у травні-серпні, плодоносить у липні-серпні. Розмножується насінням, але темпи відтворення низькі. Як і багатьом іншим представникам роду, шолудивнику Едера притаманний короткий життєвий цикл.
Шолудивник Едера належить до аркто-альпійських видів, його ареал охоплює приарктичні регіони Євразії та Північної Америки, а також високогірні системи Азії та Європи, де він зростає в субальпійському поясі. В Україні відоме лише одне місце зростання на хребті Чорногора: на схилах гір Бребенескул, Мунчел та в урочищі Кізі Улоги.

## Значення і статус виду
Відносно короткий період життя в поєднанні з низькою насіннєвою продуктивністю і високим пасовищним навантаженням сприяють швидкому скороченню чисельності окремих популяцій. Українські осередки розташовані поміж територіями Карпатського біосферного заповідника і Карпатського національного природного парку, тому доречно включити їх до охоронної зони цих закладів. Окрім України шолудивник Едера має охоронний статус у Словаччині, Польщі.

## Синоніми
- Pedicularis asplenifolia Muhl.
- Pedicularis oederi var. oederi
- Pedicularis oederi subsp. oederi
- Pedicularis oederi f. oederi
- Pedicularis versicolor Wahlenb.[1]